# サガン鳥栖 夢必翔2007 〜J1への道〜
『サガン鳥栖 夢必翔2007 〜J1への道〜』（サガンとす ゆめひっしょうにせんなな ジェイワンへのみち）は、2007年3月5日から同年12月24日までサガテレビで放送されたサガン鳥栖の応援番組。放送時間は毎週月曜 22:54 - 23:00 （原則）。

## 概要
番組は先週末の試合ハイライトや選手紹介インタビューなどを放送していた。
前年に放送の『サガン鳥栖 夢超戦2006 〜J1への道〜』は15分番組だったが、本番組の放送時間は6分と大幅に縮小した。その一方でサガテレビは『かちかちワイド』の木曜日にサガン鳥栖のコーナーを設け、放送時間の縮小分をフォローしていた。同コーナーには毎週ゼネラルマネージャーの松本育夫を招いていた。